# Heffen
Heffen är en ort i Belgien.   Den ligger i provinsen Antwerpen och regionen Flandern, i den centrala delen av landet, 22 km norr om huvudstaden Bryssel. Heffen ligger 4 meter över havet och antalet invånare är 2 122.
Terrängen runt Heffen är mycket platt. Runt Heffen är det mycket tätbefolkat, med 1 361 invånare per kvadratkilometer.. Närmaste större samhälle är Antwerpen, 19,2 km norr om Heffen. 
Trakten runt Heffen består till största delen av jordbruksmark.